# Stephen Fry
Stephen John Fry (Londres, Inglaterra, 24 de agosto de 1957) es un comediante, actor, director y escritor británico. Fue elegido por The Observer entre los cincuenta mejores cómicos de la historia, y es bien conocido por su agudo cinismo, su peculiar estilo de humor típicamente británico, sus implicaciones políticas y su fanatismo por la tecnología digital. Algunos de sus papeles más relevantes han sido en películas tales como Wilde, V de Vendetta o Los amigos de Peter.
Estudió en la Escuela Gresham, en la Uppingham School (cerca de Corby) y en la Universidad de Cambridge.

## Vida personal, citas, estilo e influencias
Stephen Fry declaró que todo comenzó nada más después de nacer: "Después de salir del útero de mi madre, decidí que era la última vez que me metía allí" (luego afirmó que tomó esa frase de un amigo de la universidad). Así explica el conocimiento de su propia homosexualidad, que mantuvo en secreto durante la adolescencia y le impulsó a llevar un largo celibato, hasta que finalmente salió a la luz y defiende como una opción sexual más, que no le ha de importar a nadie («Lo que cada uno haga con su pene o su culo es totalmente irrelevante desde el punto de vista moral: lo que haga con su personalidad, eso sí que es importante»[cita requerida]).
Sin embargo, su orientación sexual ha influido en gran medida en algunos de los papeles que ha decidido adoptar en el cine, tales como el biopic de Oscar Wilde -un papel que, según él, había nacido para interpretar (y muchos de los críticos le dan la razón: su extraordinario parecido físico con el escritor irlandés, así como su propio sentido del humor o sus irónicas citas y visión del mundo, hacen de esta quizás la interpretación definitiva sobre el escritor). Uno de los hechos que más le han influido es el padecer un trastorno bipolar, que hizo público en un documental para televisión (The secret life of the Manic Depressive), y que lo hace pasar de la euforia al estado más depresivo, con riesgo incluso de suicidio.
En la universidad (pertenecía al Queens' College de Cambridge) conoció a los también actores Hugh Laurie y Emma Thompson (luego harían una parodia de su propia vida como universitarios en The Young Ones). Se confiesa admirador de escritores como Anthony Buckeridge, su amigo personal Douglas Adams (participó en la adaptación al cine de su libro Guía del autoestopista galáctico) o P. G. Wodehouse (junto con Hugh Laurie, protagonizó una versión de sus historias llamada Jeeves and Wooster; Fry hacía de Jeeves). Ha participado en numerosos programas de televisión, series y concursos (Saturday Live, La Vibora Negra, QI, A Bit of Fry and Laurie), y realizó numerosos anuncios televisivos. Es periódicamente elegido como uno de los personajes más populares de televisión entre el público británico.
Ha sido un arduo defensor del Partido Laborista en los 90, pero luego ha renegado de él después de que el partido apoyara la Guerra de Irak; fue uno de los mayores críticos de Tony Blair y de la denominada tercera vía.
Participó en un programa de televisión llamado Room 101, en el que alguien podía deshacerse de las cosas que más le disgustaban. Fry eligió el propio Room 101. También ha sido el último en recibir el galardón de Fumador en Pipa del Año antes de la disolución del premio.
En 2010, lideró su defensa pública en el juicio del ciudadano Paul Chambers, encausado por enviar un tuit en el que decía «¡Mierda! el aeropuerto Robin Hood está cerrado. Tenéis una semana... en caso contrario haré volar el aeropuerto hasta el cielo». El señor Chambers pretendía llegar a tiempo para ver a su novia, y en el juicio por amenaza de sabotaje argumentó, y así lo defendió Fry públicamente, que se trataba de una evidente muestra de humor británico. Fry, tras recaudar fondos para la apelación y tratar de implicarse penalmente retuiteando la supuesta amenaza, se ofreció a pagar la multa del proceso.

## Filmografía
Fry ha escrito guiones y musicales (Me and My Girl), libros (Making History, The Hippopotamus, The Liar o su autobiografía Moab Is My Washpot), obras de teatro, guiones para televisión (A bit of Fry and Laurie, varias continuaciones), pero sobre todo es conocido como actor de teatro (The Common Pursuit, Cell mates), en shows de radios, en televisión (The Young Ones, Blackadder) y en cine. Ha filmado las siguientes películas:
- Un pez llamado Wanda (1988, cameo)
- Los amigos de Peter (1992) por Kenneth Branagh
- I.Q. (1994)
- The Wind in the Willows (1996)
- Wilde (1997)
- Spiceworld (1997)
- Acción Civil (1998)
- Whatever Happened to Harold Smith? (1999)
- Sabotaje (2000), de Hermanos Ibarretxe
- Relative Values (2000), basado en una obra de Noel Coward
- Gosford Park (2001), de Robert Altman
- The Discovery of Heaven (2001)
- Thunderpants (2002)
- Le Divorce (2003), de James Ivory
- A Bear Named Winnie (2004)
- The Life and Death of Peter Sellers (2004)
- Guía del autoestopista galáctico (2005) - hizo de La Guía (voz)
- MirrorMask (2005)
- V de Venganza (2005)
- Tristram Shandy: A Cock and Bull Story (2006)
- Bones (2006/07/09) Dr. Gordon Wyatt
- Stormbreaker (2006)
- Pocoyó (narrador, 2006-presente)
- El show secreto (Leo, el afortunado) (2007)
- Little Big Planet (narrador de tutoriales) (2008)
- Alicia en el país de las maravillas (Gato de Cheshire) (2010)
- Let's Go Pocoyo (narrador, secuela de Pocoyó, 2010-presente)
- Mundo Pocoyo (narrador, secuela de Pocoyó, 2010-presente)
- Sherlock Holmes: Juego de sombras - Mycroft Holmes (2011)
- PlayStation All-Stars Battle Royale - Narrator de Sackboy (2012)
- El hobbit: la desolación de Smaug - gobernador de Esgaroth (2013)
- The Look of Love - Barrister (2013)
- El hobbit: la batalla de los Cinco Ejércitos - gobernador de Esgaroth (2014)
- Danger Mouse - Coronel K (2015)
- Duck Duck Goose - Banzou (2018)
- Missing Link (2019)
- Red, White & Royal Blue (2023)
- The Inventor (2023)[3]
- Treasure (2024)[4]

### Como autor
Ficción
- Fry, Stephen (1991). The Liar. Soho. ISBN 978-0-939149-82-7.
- Fry, Stephen (1994). The Hippopotamus. Soho Press. ISBN 978-1-56947-054-1.
- Fry, Stephen (1996). Making History. Arrow. ISBN 978-0-09-946481-5.
- Fry, Stephen (2000). The Stars' Tennis Balls. Hutchinson. ISBN 978-0-09-180151-9. US edition:
- Fry, Stephen (2003). Revenge: A Novel. Random House. ISBN 978-0-8129-6819-4.
- Fry, Stephen [as Mrs. Stephen Fry] (2010). Mrs. Fry's Diary. Hodder & Stoughton. ISBN 978-1444720778.
- Fry, Stephen (2017). Mythos: A Retelling of the Myths of Ancient Greece. Michael Joseph. ISBN 978-0718188726.
- Fry, Stephen (2018). Heroes. Michael Joseph. ISBN 978-0241380369.
- Fry, Stephen (2020). Troy. Michael Joseph. ISBN 978-0241424599.

No ficción
- Fry, Stephen (1992). Paperweight. William Heinemann. ISBN 978-0434274086.
- Fry, Stephen (2002). Rescuing the Spectacled Bear. Hutchinson. ISBN 978-0-8129-6819-4.
- Fry, Stephen; Lihoreau, Tim (2004). Stephen Fry's Incomplete and Utter History of Classical Music. Macmillan. ISBN 9780752225340.
- Fry, Stephen (2005). The Ode Less Travelled: Unlocking the Poet Within. Hutchinson. ISBN 978-0091795238.

Autobiografía
- Fry, Stephen (1997). Moab Is My Washpot: An Autobiography. Soho Press. ISBN 978-1-56947-202-6.
- Fry, Stephen (2010). The Fry Chronicles: An Autobiography. Michael Joseph. ISBN 978-0-7181-5483-7.
- Fry, Stephen (2014). More Fool Me: A Memoir. Michael Joseph. ISBN 978-0718179786.

Guiones de A Bit of Fry and Laurie
- Fry, Stephen; Laurie, Hugh (1990). A Bit of Fry and Laurie. Mandarin. ISBN 978-0-7493-0705-9. (requiere registro).
- Fry, Stephen; Laurie, Hugh (1991). A Bit More Fry and Laurie. Mandarin. ISBN 978-0749310769. (requiere registro).
- Fry, Stephen; Laurie, Hugh (1992). 3 Bits of Fry and Laurie. Mandarin. ISBN 978-0434271931.
- Fry, Stephen; Laurie, Hugh (1995). Fry and Laurie 4. Mandarin. ISBN 978-0749319670.

### Audiolibros
- Fry, Stephen, (2009). Short Stories by Anton Chekhov (Stephen Fry Presents). ISBN 978-0007316373
- Fry, Stephen (2017). Fry's English Delight. Audible Studios. ISBN 978-1536635058.
- Fry, Stephen, 2017. "Eugene Onegin Alexander Pushkin Audiobook" (Stephen Fry Reads James E. Fallen, trans. Eugene Onegin)

### Contribución
- Lloyd, John; Fry, Stephen; Mitchinson, John (2006).  John Mitchinson, ed. The Book of General Ignorance. Faber and Faber. ISBN 978-0-571-23368-7.
- Carwardine, Mark; Fry, Stephen (2009). Last Chance to See. HarperCollins Publishers Limited. ISBN 978-0-00-729072-7.

### Prólogos
- Højer, Torsten, ed. (2016). Speak My Language, and Other Stories: An Anthology of Gay Fiction. Constable & Robinson. ISBN 978-1472119971.
- Whittard, Tim, ed. (2020). Mental & Behavioural State Examination: Theory into Practice – A Nurse's Perspective on Psychiatric Assessment. The Choir Press. ISBN 978-1789630954.
- Hitchens, Christopher; Dawkins, Richard; Harris, Sam et al., eds. (2019). The Four Horsemen: The Conversation That Sparked an Atheist Revolution. Random House. ISBN 978-0525511953.